# 나일레아 노르빈드
나일레아 노르빈드(Nailea Norvind, 1970년 2월 16일 ~ )는 멕시코의 배우이다. 노르웨이와 핀란드, 네덜란드, 러시아 혈통을 갖고 있다.

## 출연 작품
- 인시던트 (2014)